# Fener
Fener, Fanar, Phanar ou Fanário (em grego: Φανάρι; romaniz.: fa'nari) é um bairro histórico de Istambul, Turquia, que faz parte do distrito de Fatih. Situa-se sensivelmente a meio da área costeira sul do Corno de Ouro, ao lado de Eminönü (que fica a sudeste) e de Balat (a noroeste).
O nome fener provém do grego "fanari" (φανάρι; lanterna), que deu origem ao turco "fener". O nome referia-se a uma coluna com uma lanterna no cimo que existia na área no período bizantino.
O bairro caracteriza-se pelas numerosas casas tradicionais de madeira, igrejas e sinagogas datadas dos períodos otomano e bizantino.
Depois da Queda de Constantinopla, em 1453, o bairro tornou-se o local de habitação de muitos dos gregos que se mantiveram na cidade e o principal centro de cultura grega de Istambul. O Patriarcado Ecuménico de Constantinopla foi também transferido para a área, onde ainda se encontra. Devido a isso, é comum usar "Fanar" com o sentido de "Patriarcado Ecuménico", da mesma forma que se usa Vaticano para designar a liderança da Igreja Católica. Os habitantes gregos de Fener são chamados fanariotas. Entre 1711 e 1821, fanariotas ricos foram nomeados voivodas da Valáquia e da Moldávia pela administração otomana.[a]

## Principais monumentos
Entre os principais monumentos de Fener encontram-se o Patriarcado Ecuménico de Constantinopla, a Catedral de São Jorge que lhe está anexa, e a Igreja de Santa Maria dos Mongóis (Kanlı Kilise; "igreja sanguínea"; Θεοτòκος Παναγιώτισσα ou Παναγία Μουχλιώτισσα; Panaghia Muchliótissa). Esta última, uma construção do século XIII e sucessora de um mosteiro de freiras fundado no século VII, é a única igreja bizantina de Istambul que nunca esteve em mãos otomanas. Outro edifício importante é o Colégio Ortodoxo Grego de Phanar (em turco: Özel Fener Rum Lisesi; em grego: Μεγάλη του Γένους Σχολή; Grande Escola da Nação), edificado em 1883 para alojar a instituição criada em 1454.
Um dos monumentos mais peculiares de Istambul situa-se em Fener: a Igreja de Santo Estêvão dos Búlgaros (Sveti Stefan Kilisesi), construída em ferro fundido em 1898 com peças pré-fabricadas em Viena.

## História

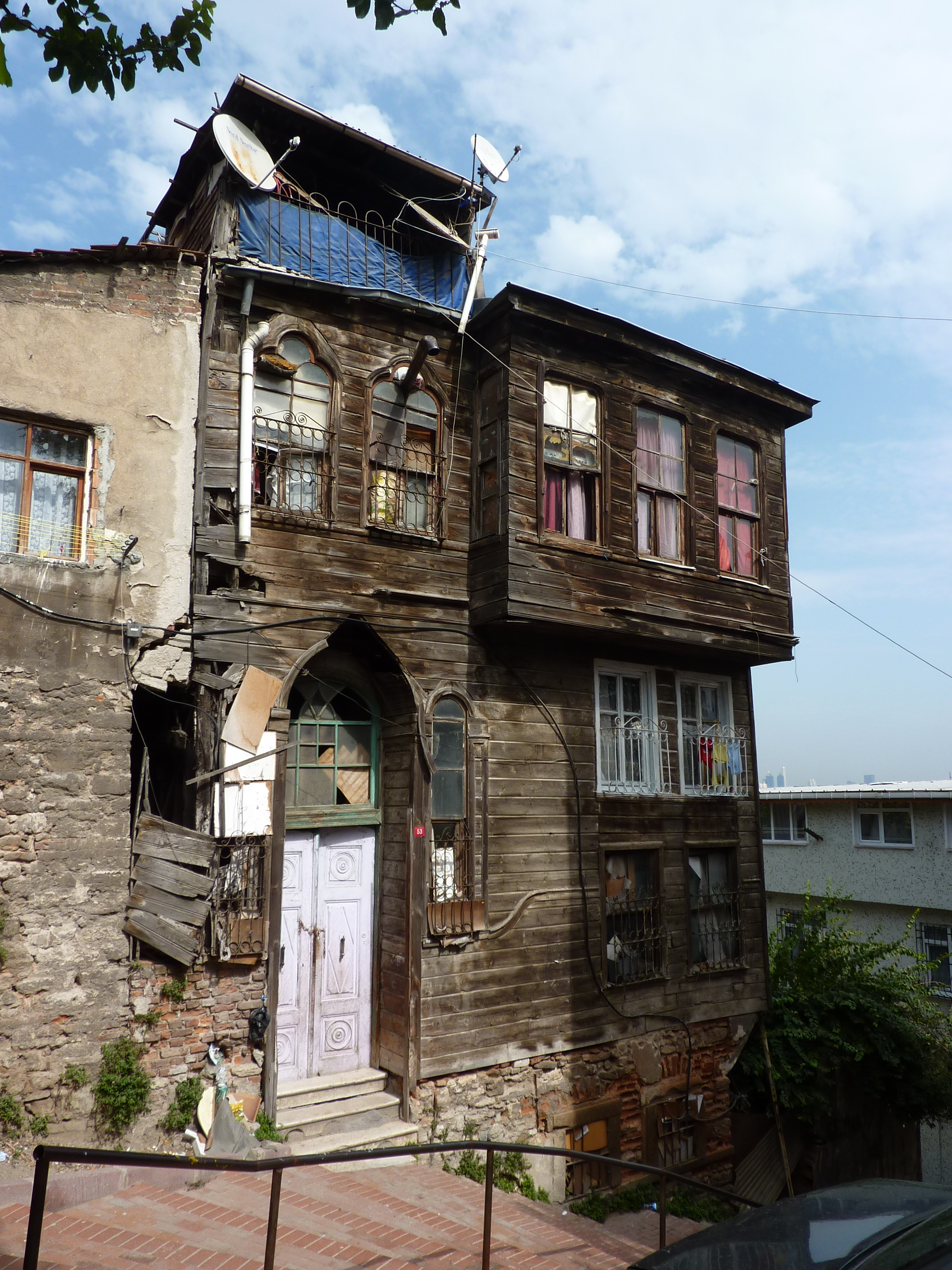
Casa tradicional em madeira em Fener

No século XVII Fener tornou-se o local de residência de classes altas, que ali construiram casas em cantaria com fachadas ricamente decoradas. Durante o período otomano, viveu no bairro um importante segmento da comunidade grega, que se destacava pela sua cultura e fluência em várias línguas, que ocupava altos cargos na administração otomana como intérpretes e diplomatas.
Durante o século XVIII as famílias aristocráticas gregas começaram a construir villas em volta do Patriarcado. No século XIX o panorama social do bairro mudou, assistindo-se à mudança das famílias mais ricas para aldeias ao longo do Bósforo, como Tarabya, Kuruçeşme e Arnavutköy. No final do século, muitos gregos que mudaram-se para os bairros burgueses de Adalar, Kadıköy e Şişli. Em Fener ficaram apenas os artesãos e pequenos comerciantes, que começaram a construir casas nos quarteirões consumidos pelos frequentes incêndios que assolavam a capital otomana.
Até à década de 1960 Fener conservou a sua identidade grega, apesar da chegada de imigrantes. Nessa década a maior parte dos gregos de Istambul deixou a cidade e mudou-se para a Grécia. A deterioração da zona costeira do Corno de Ouro causada pela industrialização também teve impacto em Fener. A partir dos anos 1960, o bairro assistiu à chegada de inúmeros imigrantes provenientes da região do Mar Negro. Nas décadas mais recentes a zona costeira mudou radicalmente. Um programa de reconversão urbana de grande escala promovido pela municipalidade entre 1984 e 1987 implicou a demolição de muitos edifícios em pedra do século XVIII foram demolidos, incluindo as docas de Balat; apenas as muralhas costeiras e alguns edifícios históricos no exterior dessas muralhas ficaram de pé. No entanto, os esforços para transformar parte das áreas demolidas em parques e outros espaços públicos não tiveram muito sucesso, pois uma estrada com muito trânsito separa o bairro da costa e este continua com falta de espaço público e áreas verdes.

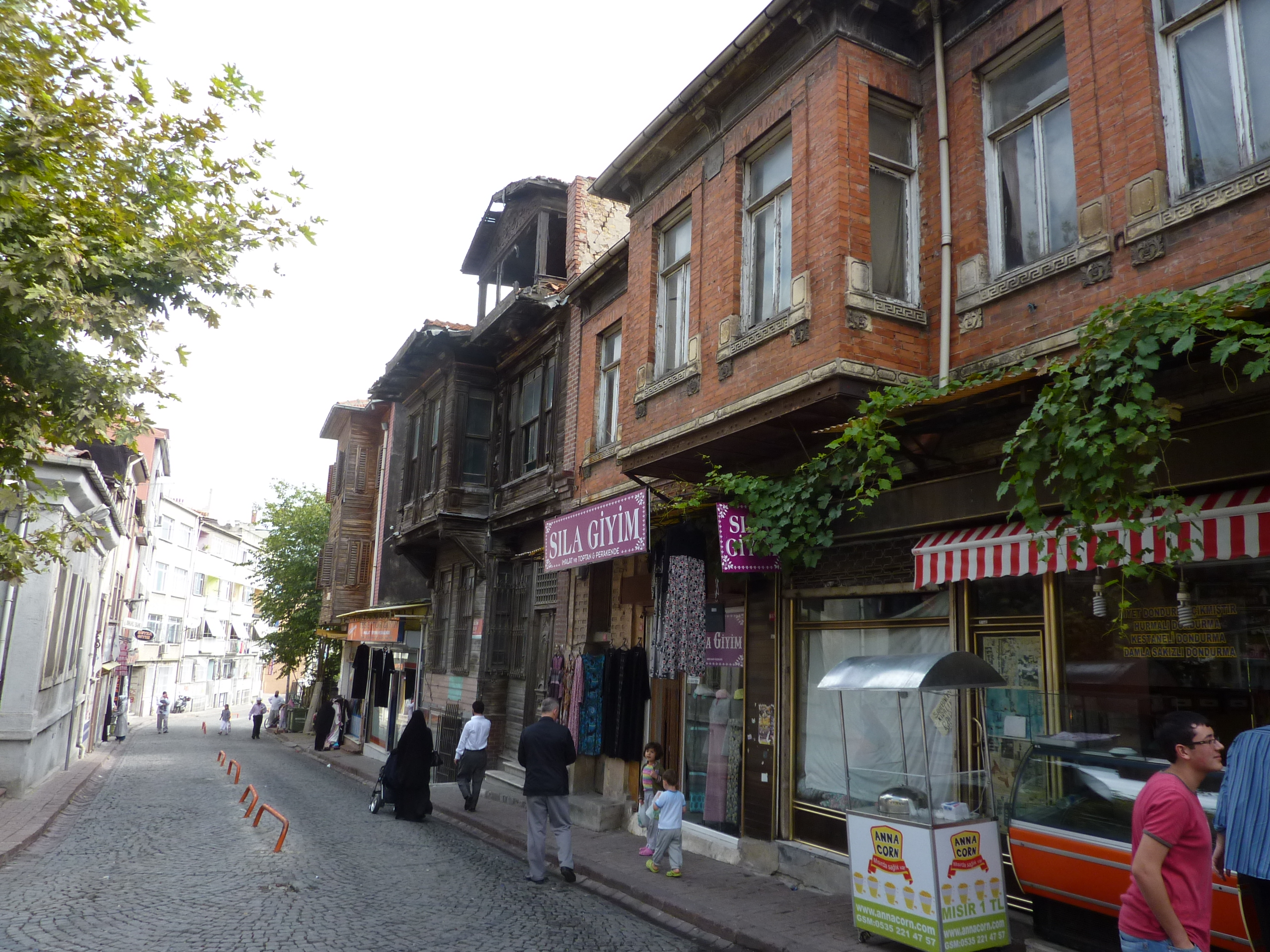
Rua de Fener

Entre 2003 e 2007, juntamente com o bairro vizinho de Balat, Fener  beneficiou de um programa de reabilitação urbana com um valor total de 7 milhões de euros cofinanciado pela União Europeia, promovido pela  municipalidade de Fatih e cuja implementação foi entregue a um consórcio liderado pela agência de desenvolvimento de Barcelona (Espanha) "Foment Ciutat Vella, SA" e participado pela "IMC Consulting", do Reino Unido, a "GRET" de França e a instituição turca "Support of Women’s Work "(FSWW; "Apoio ao Trabalho das Mulheres"). O programa foi precedido de um estudo levado a cabo pela Comunidade Europeia, municipalidade de Fatih, Instituto Francês de Estudos Anatólios e UNESCO em 1977-1998.
O programa ajudou a melhorar as condições de quase ruína de uma parte considerável do bairro que entretanto se tornou um dos mais pobres do centro histórico, para o que contribuiu a transferência da indústria naval do Corno de Ouro para Tuzla e do círculo vicioso resultante do facto do bairro ser procurado por famílias de baixos rendimentos devido às baixas rendas, as quais não são suficientes para custear as despesas de manutenção e ainda menos as despesas de reabilitação.